# Nauroth (Heidenrod)

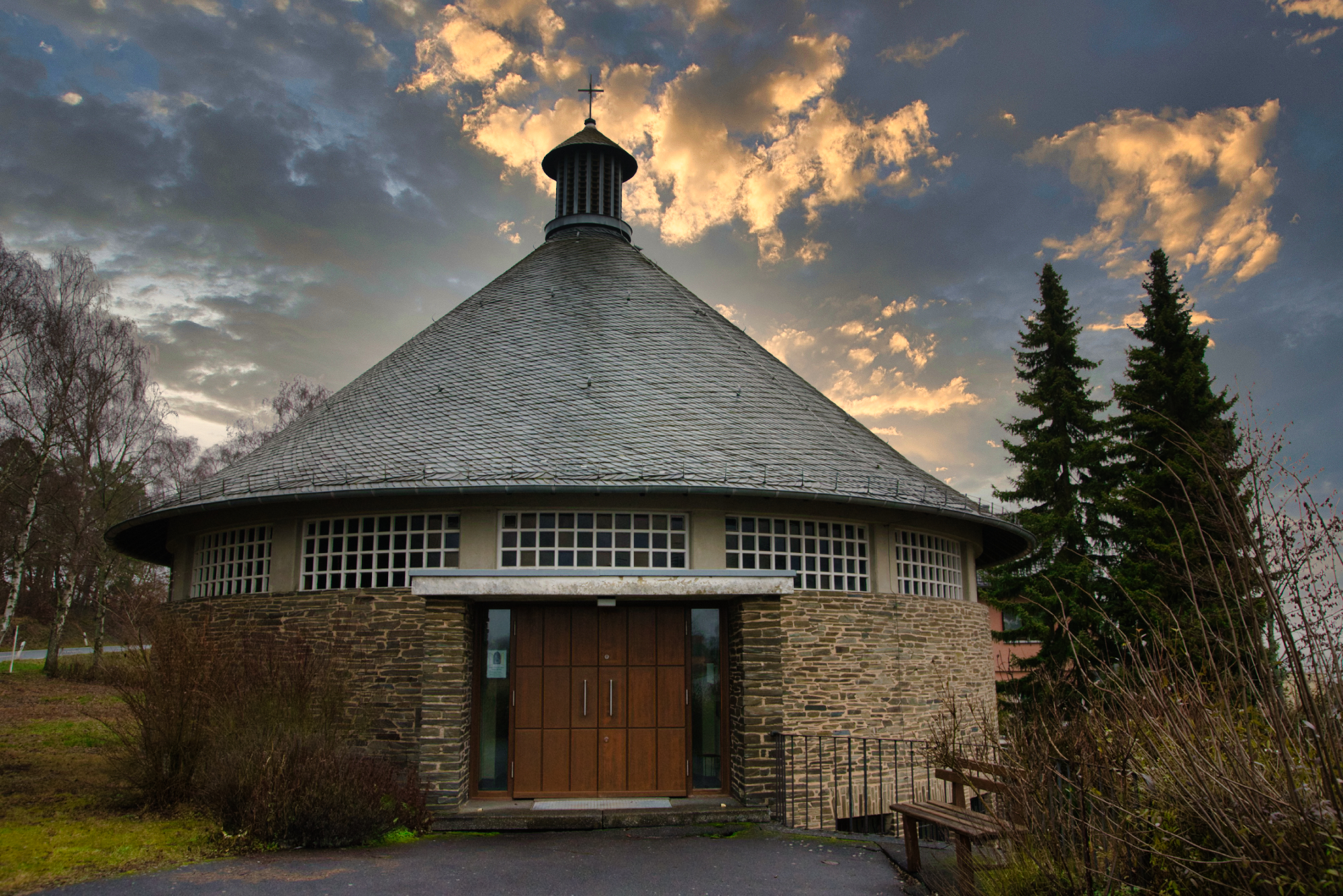
Moderne Katholische Rundkirche in der Gemeinde Heidenrod Ortsteil-Nauroth im Rheingau-Taunus-Kreis

Nauroth ist mit etwa 650 Einwohnern der drittgrößte Ortsteil der Flächengemeinde Heidenrod im südhessischen Rheingau-Taunus-Kreis.

## Geographie
Nauroth liegt mit Hilgenroth und Dickschied auf einem in Nord-Süd-Richtung verlaufenden Höhenzug im nordöstlichen Wispertaunus hoch über dem Wispertal im Osten und dem Herzbach, einem rechten Zufluss der Wisper, im Westen. Nauroth ist der nördlichste der drei Ortsteile. Der Ort ist umgeben von ausgedehnten landwirtschaftlichen Flächen, die von teilweise steil abfallenden bewaldeten Talhängen umrahmt sind.
Die räumliche Nähe zu den Naherholungsgebieten Rheingau und Mittelrhein, zur Loreley, sowie zum Aar- und Lahntal einerseits und zum wirtschaftlich starken Rhein-Main-Gebiet andererseits tragen erheblich zum Wohnwert des Ortsteiles bei.

## Geschichte

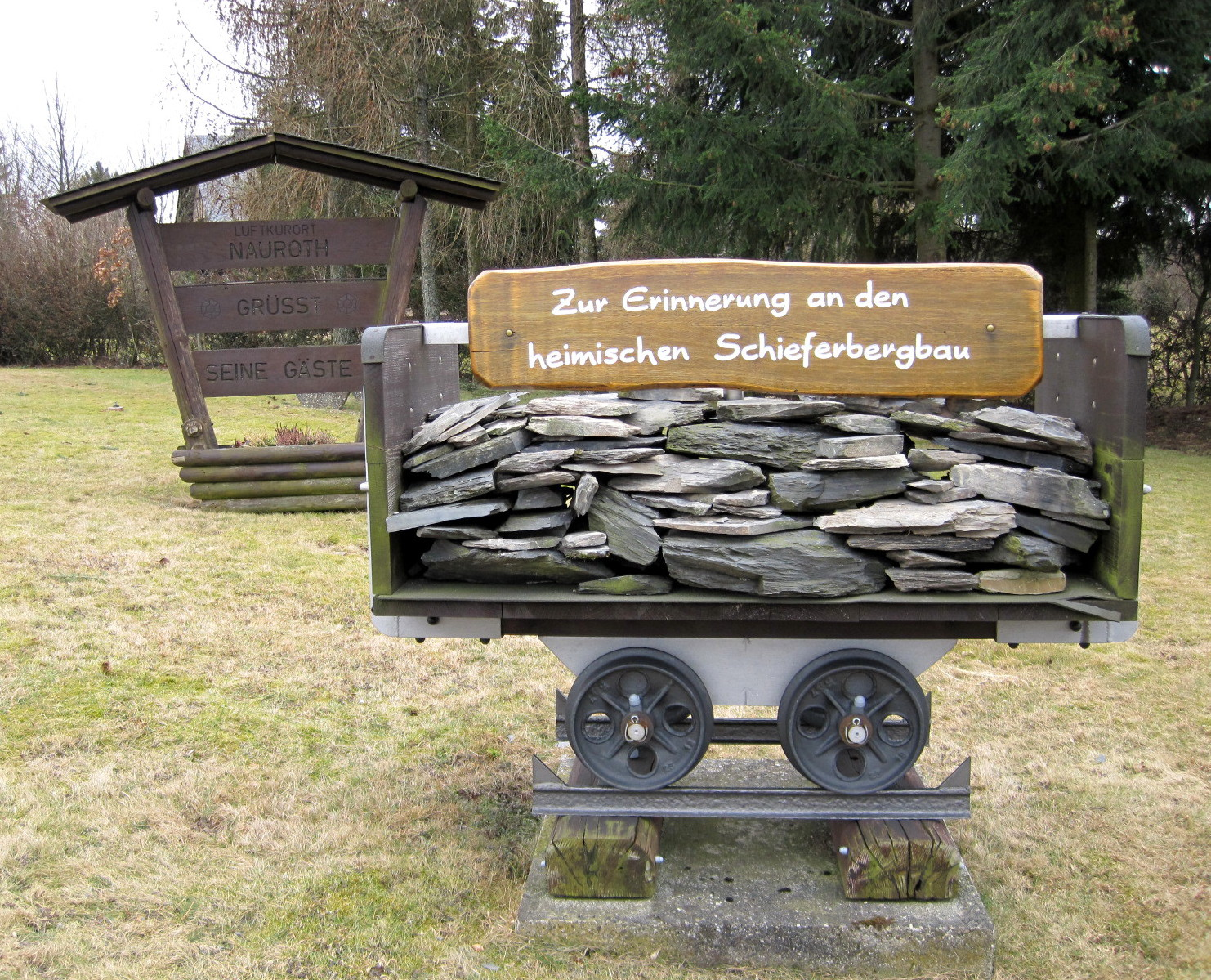
Hunt zur Erinnerung an den heimischen Schieferbergbau

Urkundlich wurde Nauroth unter dem Namen Neurot 1335 erstmals erwähnt. Die Endung „-rot“ bzw. „-roth“ ist fränkischen Ursprungs und deutet auf die Entstehung um die Jahrtausendwende durch Rodung hin.
Bis 1964 wurde in Nauroth in zwei Gruben Schiefer der Lagerstätten des Kauber Zuges abgebaut. Die Grube Meiers Hoffnung dient heute der Wasserversorgung. Das Areal der Grube Rosit, während ihrer Betriebszeit bekannt für Dachschiefer von höchster Qualität, wurde rekultiviert und als Naturschutzgebiet ausgewiesen.
Im Zuge der Gebietsreform in Hessen schloss sich die Gemeinde Nauroth mit 15 weiteren Gemeinden am 31. Dezember 1971 auf freiwilliger Basis zur Gemeinde Heidenrod zusammen. Für Nauroth wurde wie für alle anderen Ortsteile ein Ortsbezirk mit Ortsbeirat und Ortsvorsteher eingerichtet.

## Kultur und Sehenswürdigkeiten
Das Vereinsleben wird getragen von Männergesangverein, Freiwilliger Feuerwehr, Sportverein, Verkehrs- und Verschönerungsverein, Senioren- und Jugendclub. Jährliche Höhepunkte sind das Schlachtfest, die Kappensitzung, das Lindenfest, die Schlauchwurfmeisterschaft, das Weinfest, der Liederabend, die Kerb und die jährliche Feier am Weihnachtsbaum.
Das ehemalige Rathaus (welches durch einen Brand im Jahr 2001 völlig zerstört, danach aber wiederaufgebaut wurde) und die moderne katholische Rundkirche sind erwähnenswert. Zentrum des Dorfes ist der so genannte 'Backesplatz' an der Kreuzung Mühlstraße/Kirchstraße.

## Wirtschaft und Infrastruktur

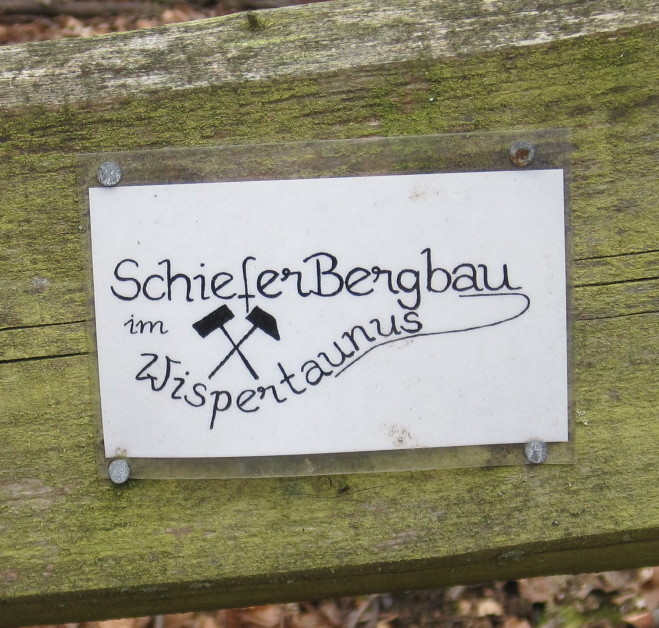
Geopfad „Schieferbergbau im Wispertaunus“ zwischen Nauroth und Zorn

### Tourismus
Der Wispertaunus, in dem Nauroth liegt, ist einer der waldreichsten Teile des Taunus und wurde zu großen Teilen als FFH-Gebiet ausgewiesen. Zudem ist die Region Teil des Naturpark Rhein-Taunus, der den Menschen eine naturnahe Erholung ermöglichen will. Die Gemarkung Nauroth wurde durch den Ausbau eines Wanderwegenetzes mit Ruhebänken als Wandergebiet aufgewertet.

### Verkehr
Über den Höhenzug, auf dem Nauroth liegt, verläuft in Nord-Süd-Richtung die Landesstraße 3035, die nach Norden zur vier Kilometer entfernten Kemeler Heide führt, wo ein Anschluss an die Bundesstraße 260 besteht und an die Straße nach Laufenselden, dem zentralen Ortsteil von Heidenrod. Auf der Bundesstraße erreicht man in südlicher Richtung die Kreisstadt Bad Schwalbach und Wiesbaden mit dem Rhein-Main-Gebiet.
Nach Süden führt die Landesstraße 3035 über die Nachbarorte Hilgenroth und Dickschied kurvenreich hinunter ins Wispertal, folgt diesem wenige hundert Meter talwärts nach Westen in Richtung Lorch, biegt dann aber von der Wisperstraße nach Süden ins Gladbachtal ab, um über Hausen vor der Höhe Kiedrich und Eltville zu erreichen.